# Selvaggio Blu (Sardinien)
Der Selvaggio Blu (Wildes Blau) ist eine Trekkingroute auf dem Gebiet der Gemeinde Baunei (Sardinien). Sie wurde 1987 von Mario Verin (Fotograf und Alpinist) und Peppino Cicalò (Architekt), Präsident der Sektion Nuoro des italienischen Alpenvereins, konzipiert. Die Strecke erstreckt sich über 40 Kilometer vom touristischen Hafen Santa Maria Navarrese (Baunei) bis zum Strand von Cala Sisine (Baunei). Sie dauert im Durchschnitt 4 Tage.
Der Selvaggio Blu gilt als eine der letzten wilden Trekkingrouten des Mittelmeers, da er auf dem größten Teil der Strecke nur mit dem Boot oder auf dem Weg entlang der Küste des Golfs von Orosei begangen werden kann.
Verin und Cicalò wählten den Namen "Selvaggio Blu", um die Hauptmerkmale der Reise widerzuspiegeln: "Selvaggio", um die Wildheit und Reinheit der Erfahrung widerzuspiegeln, und "Blu", weil die Wanderung entlang der Küste verläuft, wo die Farben des Meeres und des Himmels vorherrschen.

## Lage
Der Selvaggio Blu befindet sich vollständig auf dem Gebiet des Bezirks Baunei, der sich über 211,9 km² an der Ostküste Sardiniens in der Provinz Ogliastra erstreckt.
Das Gebiet von Baunei gilt als eines der wildesten Sardiniens und erstreckt sich von der Küstenstadt Santa Maria Navarrese über Kalksteinplateaus und Küstenlandschaften bis zum Strand von Cala Luna. Sie umfasst alle wichtigen Zentren der Route, darunter: Santa Maria Navarrese, Pedra Longa, Portu Pedrosu, Cala Goloritzè, Su Feilau, Cala Sisine und alle Zentren, die in den Selvaggio Blu Varianten enthalten sind: Cala Mariolu, Cala Biriala; S'Istrada Longa, Grotta del Fico und die Hochebene von Golgo.

## Geographie

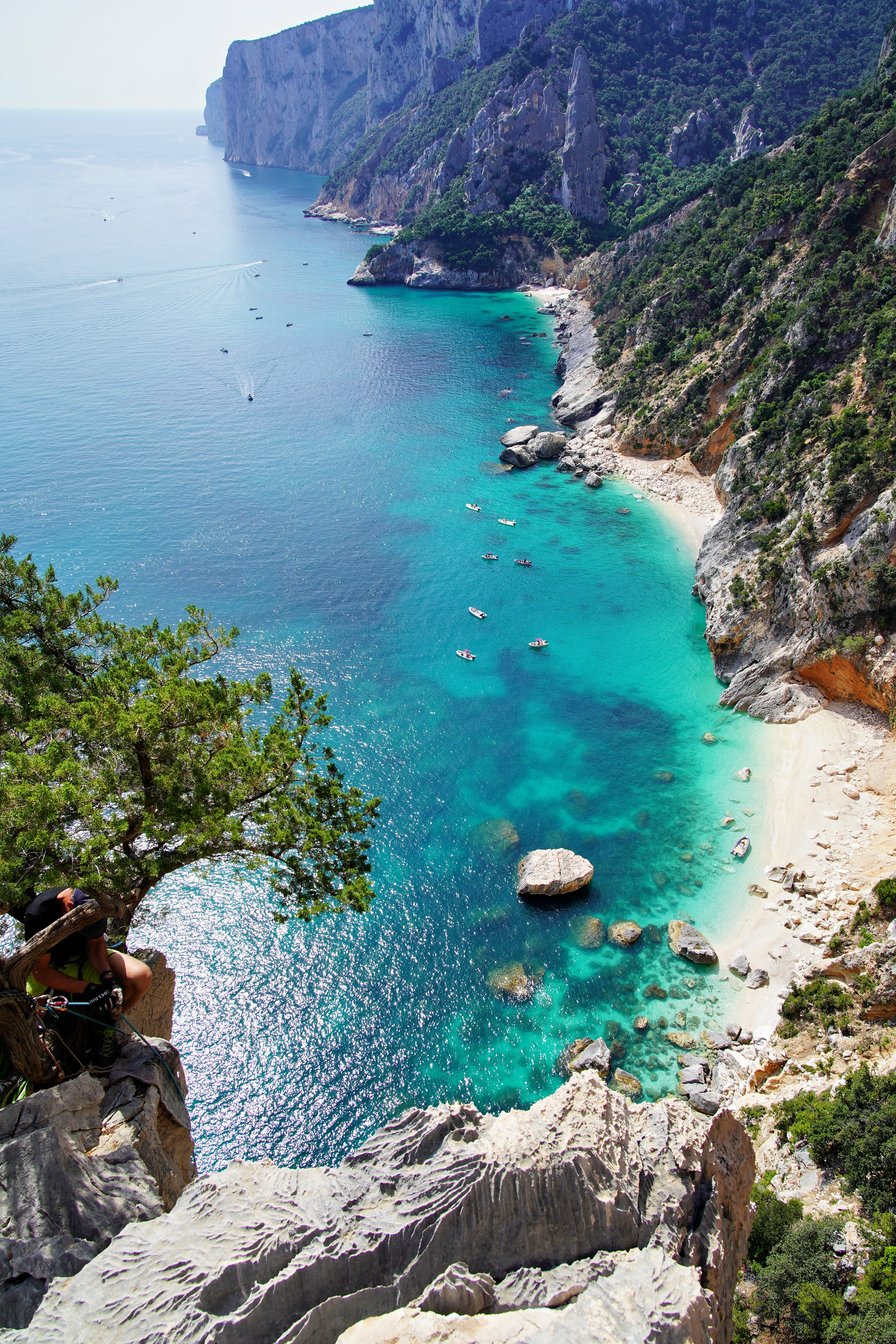
Aussicht an der Trekkingroute Selvaggio Blu auf Sardinien

Selvaggio Blu ist strategisch günstig gelegen, um die geologische Geschichte Sardiniens zu erkunden, da es sich 40 km entlang der Küste befindet. Auf der Wanderroute von Selvaggio Blu gibt es mehrere wichtige geologische Besonderheiten, die sowohl auf dem Land- als auch auf dem Seeweg erreicht werden können.
Im nördlichen Teil von Santa Maria Navarrese hat der Wanderer die Möglichkeit, einen Abschnitt mit zerklüftetem Granit aus dem Palazoikum zu durchwandern, wo die Felsen mehrere Meter dick sind. In diesem Gebiet befinden sich einige der ältesten Gesteine Sardiniens, die mit Schichten aus Metasandsteinen, Phylliten und Quarziten aus dem Kambrium-Ordovizium bedeckt sind. In Pedra Longa endet der Abschnitt mit Granit. Der Übergang zu den Kalksteinen ist typisch für die Küste des Golfs von Orosei. Aufgrund von Klimaveränderungen wurde der Kalkstein durch das Ansteigen und Absinken des Meeresspiegels beeinflusst. Die Vermischung von Süßwasser aus dem Kalkstein und salzhaltigem Meerwasser hinterließ Spuren in Form von größeren Hohlräumen im Kalkstein mit unterschiedlichen Farbschattierungen.